# Dziuplaki

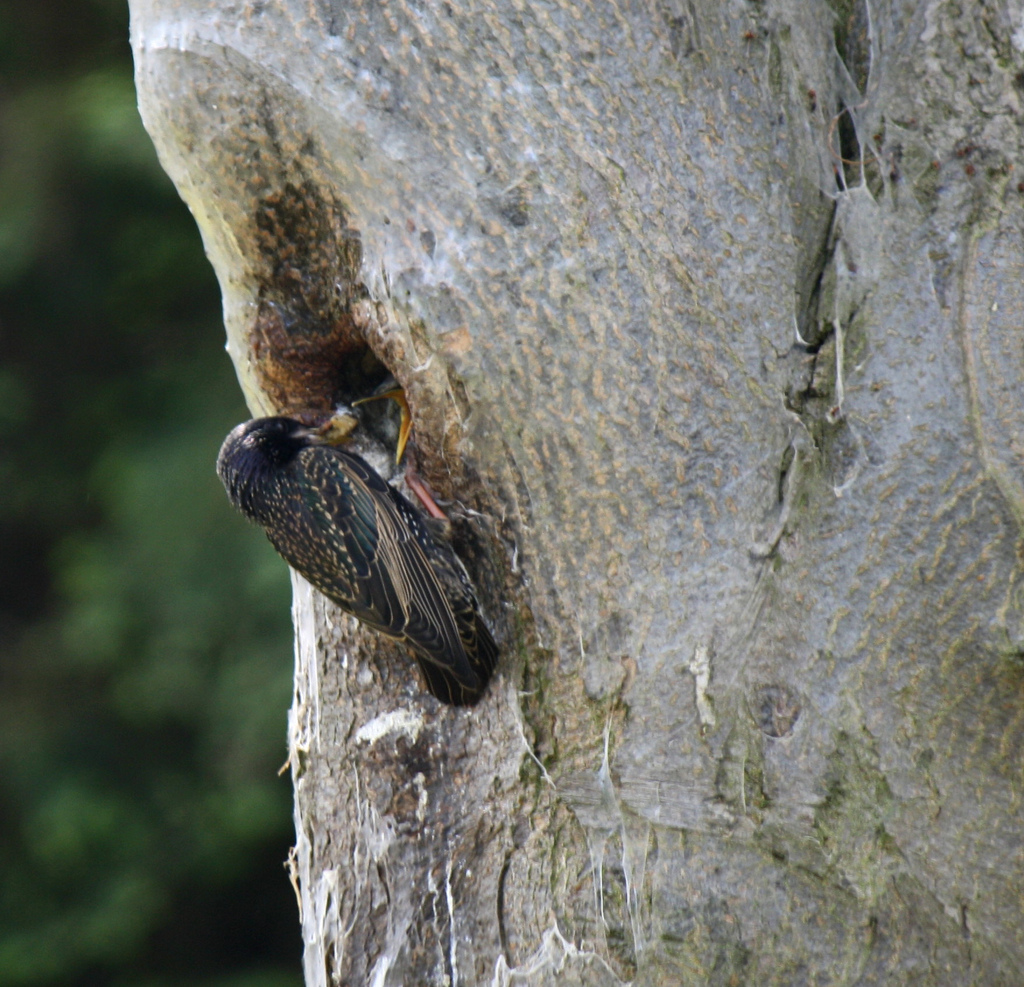
Szpak przy dziupli

Dziuplaki – gatunki ptaków, które zakładają gniazda w dziuplach, a także różnego rodzaju wnękach i szczelinach (próchniejących drzew, skał, murów, wśród kamieni) oraz w norach ziemnych.
W Polsce są to na przykład dzięcioły, szpak, sikory, muchołówki, kowalik, pełzacz leśny i ogrodowy, wróbel mazurek i domowy, większość sów, dudek, kraska, siniak, gągoł, gniazdująca w szczelinach skalnych i pod kamieniami białorzytka, wygrzebująca nory brzegówka. 
Dziuplaki gnieżdżące się w dziuplach dzieli się na pierwotne, czyli takie które samodzielnie wykuwają dziuple (u nas dzięcioły z wyjątkiem krętogłowa), oraz wtórne, czyli takie, które korzystają z dziupli istniejących (większość dziuplaków, np. szpak). Niektóre krajowe sikory mogą zajmować dziuple gotowe jak i wydłubywać własne w miękkim, zbutwiałym drewnie.
Nie wszystkie dziuplaki gnieżdżą się wyłącznie w dziuplach.
Dziuplaki cechuje na ogół jasna, jednolita, niemaskująca barwa skorupki jaj. 

## Miejsca gniazdowania dziuplaków

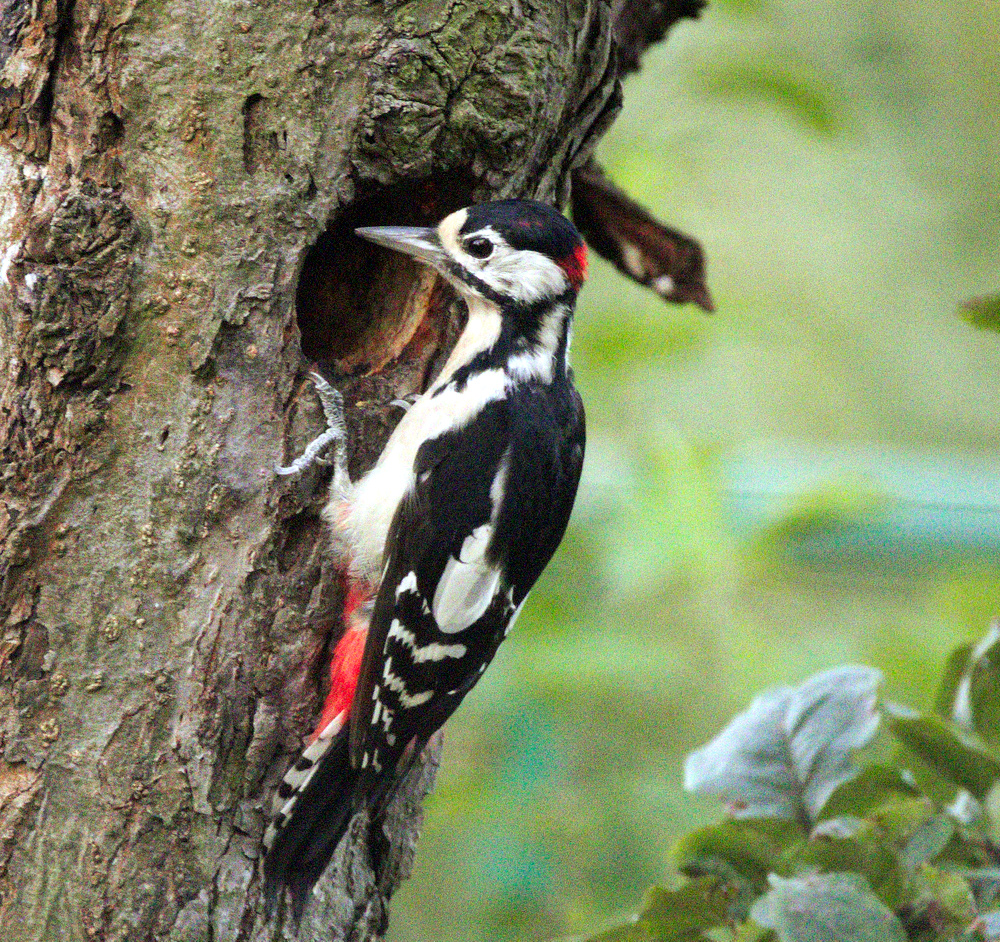
Dzięcioł duży przy dziupli

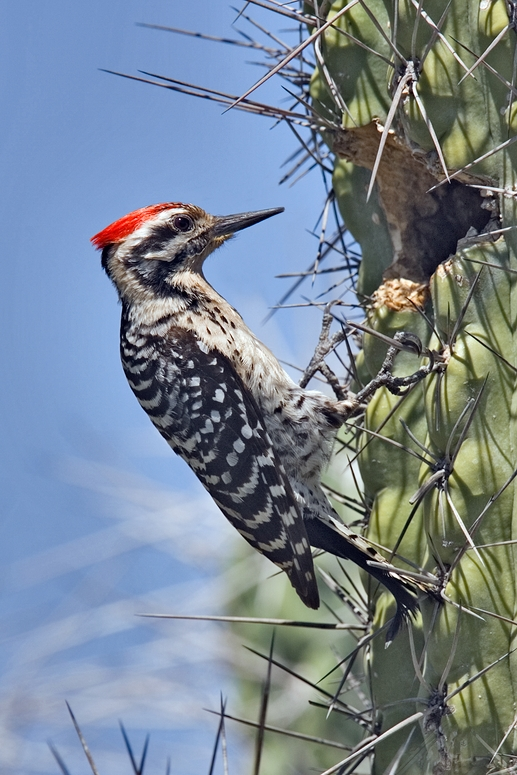
Dzięcioł pasiasty przy dziupli w kaktusie

### Dziuple drzew
Dziuplaki gnieżdżące się w dziuplach drzew można podzielić na pierwotne i wtórne:

#### Dziuplaki pierwotne
Dziuplaki pierwotne są to gatunki ptaków gnieżdżące się w dziuplach, które same wykuwają.
- Gatunki krajowe
  - dzięcioły z wyjątkiem krętogłowa[3][5][10]: dzięcioł czarny, zielony, zielonosiwy, duży, średni, białogrzbiety, dzięciołek, trójpalczasty[3]
Dzięcioły znane są jako gatunki zwornikowe (kluczowe) lub inżynieryjne, ponieważ z ich dziupli korzystają potem inne gatunki (dziuplaki wtórne). Takiej roli jednak nie odgrywają w Puszczy Białowieskiej, gdzie jest dużo dziupli powstałych samoczynnie[5].
- Gatunki inne – przykłady:
  - dzięcioł pasiasty (Dryobates scalaris) – nie tylko w drzewach, ale też. m.in. w kaktusach[11]
  - dzięciur kaktusowy (Melanerpes uropygialis), również z rzędu dzięciołowych – w kaktusach, zwykle Saguaro, lub w martwym drewnie[11]
  - brodacze (Capitonidae), z rzędu dzięciołowych – w butwiejących konarach[2][1]

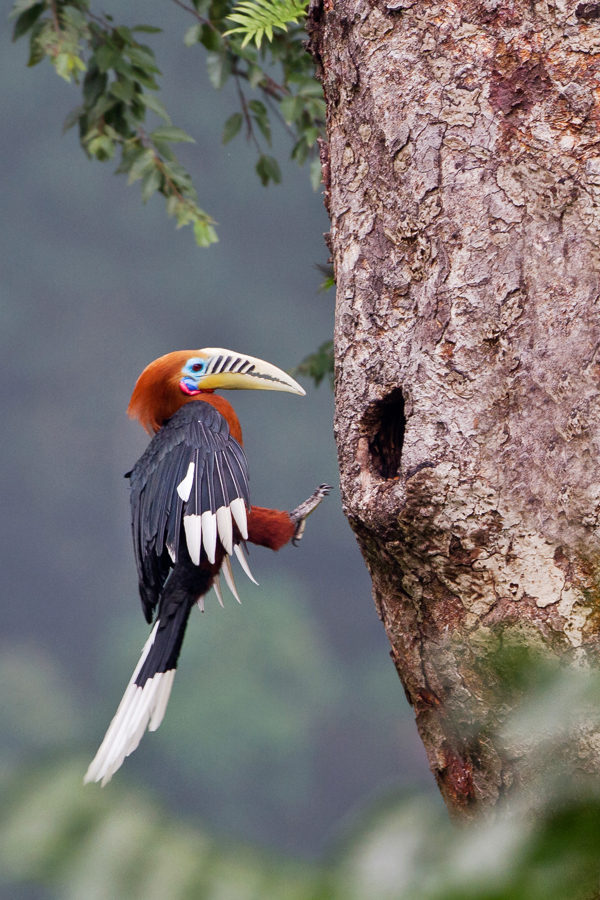
Dzioborożec rudy

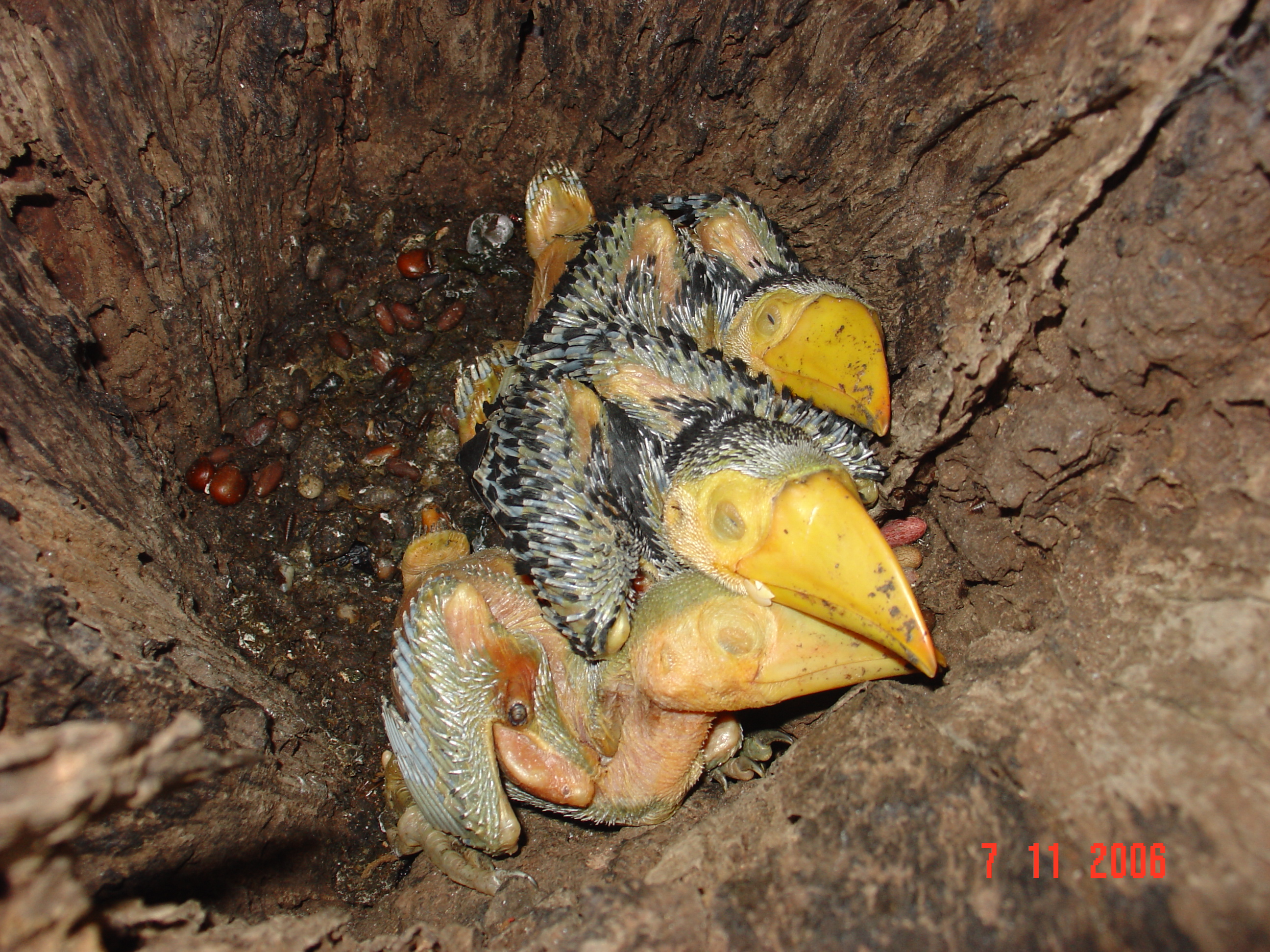
W dziupli tukana

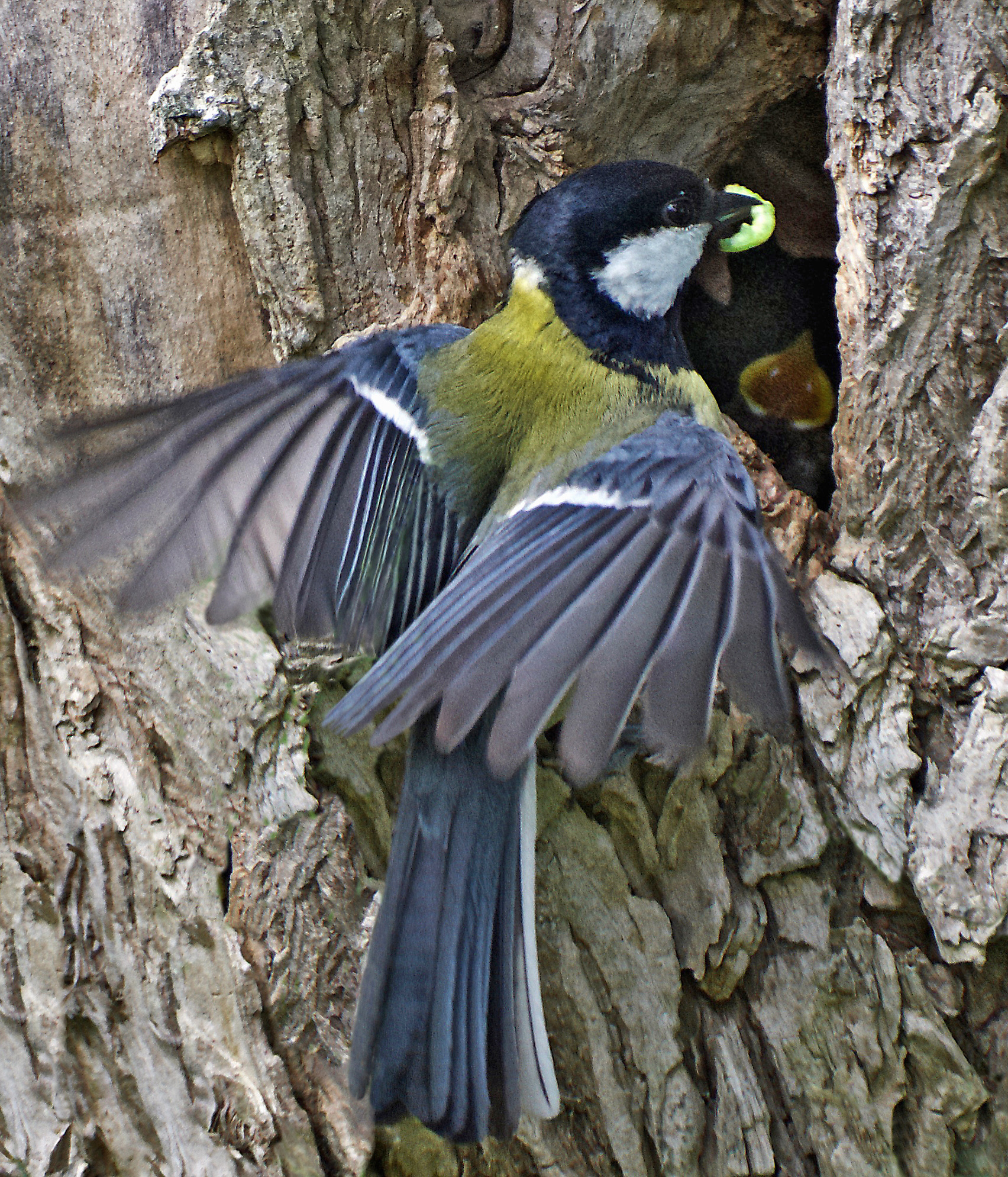
bogatka karmiąca pisklęta

#### Dziuplaki wtórne
Dziuplaki wtórne są to gatunki ptaków, które gnieżdżą się w dziuplach już istniejących. Tak postępuje większość gatunków dziuplaków.
- Gatunki krajowe:
  - krętogłów – jako jedyny polski dzięcioł nie wykuwa dziupli, ale zajmuje gotowe[5][10]
  - gągoł[3]
  - tracz nurogęś[3]
  - większość sów: sóweczka, włochatka[5][3], pójdźka, puszczyk, puszczyk uralski, syczek[3], płomykówka[6]. Sóweczka czasem w dziupli po dzięciołach pstrych, włochatka często w dziuplach wykutych przez dzięcioła czarnego. Płomykówka głównie wewnątrz budynków[3], ale również i w dziuplach[6].
  - gołąb siniak – dziupla wykuta zwykle przez dzięcioła czarnego[3][5] lub zielonego[3]
  - jerzyk – niekiedy w północno-wschodniej Polsce[3]
  - kraska – dziupla wykuta zwykle przez dzięcioła czarnego[3][9] lub zielonego[3]. W innych częściach Europy może gnieździć się w norach w ścianach urwisk[1].
  - dudek[3]
  - kawka[3]
  - szpak
  - muchołówki: żałobna, białoszyja[3][5], szara, mała. Muchołówki szara i mała w dziuplach półodkrytych[3].
  - pleszka[3]
  - pełzacz leśny i ogrodowy – szczeliny drzew, za odstającą korą[3]
  - kowalik[3]
  - część sikor: bogatka, modraszka[3][5], sosnówka[3]
  - mazurek (wróbel mazurek) – zwykle skrzynki lęgowe i szczeliny w drewnianych budynkach[3]
  - wróbel (wróbel domowy) – szczeliny budynków oraz między innymi dziuple i skrzynki lęgowe[3]

Nie wszystkie wymienione wyżej ptaki gnieżdżą się wyłącznie w dziuplach. Niektóre wykorzystują skrzynki lęgowe, zabudowania, szczeliny skał, murów, stare gniazda dużych ptaków, nory itp.. Puszczyki mogą przejąć gniazdo wiewiórki, kawka (Corvus monedula) zbudować gniazdo – bezładną zbieraninę gałązek – w rozwidleniu gałęzi. Jerzyki pierwotnie gniazdowały w szczelinach skał (obecnie zaadaptowały się do przestrzeni miejskiej, która przypomina im skupisko skał). Gniazdujące w dziuplach jerzyki można w Polsce spotkać w Puszczy Knyszyńskiej oraz Augustowskiej.
- Gatunki inne – przykłady:
  - gruchacze z rzędu żurawiowych[2][1]
  - papugowe – najczęściej w dziuplach[2][1]
  - sowniki z rzędu sownikowych[2]
  - dzioborożce z rzędu dzioborożcowych – większość[2][1]
  - tukany z rzędu dzięciołowych – większość, mogą poszerzać dziuple[1]
  - piliki z rzędu trogonów – większość[2]

#### Gatunki trudne do zaklasyfikowania
Niektóre gatunki dziuplaków mogą korzystać z dziupli istniejących jak dziuplaki wtórne, albo wykuwać własne jak dziuplaki pierwotne. W Polsce są to sikory:
- czubatka – sama wykuwa dziuple[6] w rozkładającym się drewnie[6][7][10]. Czasem zajmuje istniejące dziuple, zwłaszcza po dzięciole dużym[7][8]. Rzadko wykorzystuje skrzynki lęgowe[3], stare duże gniazda ptaków lub gniazda wiewiórki[6].
- czarnogłówka – sama wykuwa dziuple[6][5] w zmurszałym, miękkim drewnie[6]. Sporadycznie zajmuje dziuple istniejące, naturalne lub po dzięciołach[6].
- sikora uboga – w przypadku drewna rozkładającego się może dziuple modyfikować[6], a nawet wykuwać własne[6][5]. W polskich lasach uważana za dziuplaka pierwotnego, ale Puszczy Białowieskiej jest wyłącznie dziuplakiem wtórnym[5]. W skrzynkach lęgowych gnieździ się sporadycznie[3][6].

### Nory ziemne

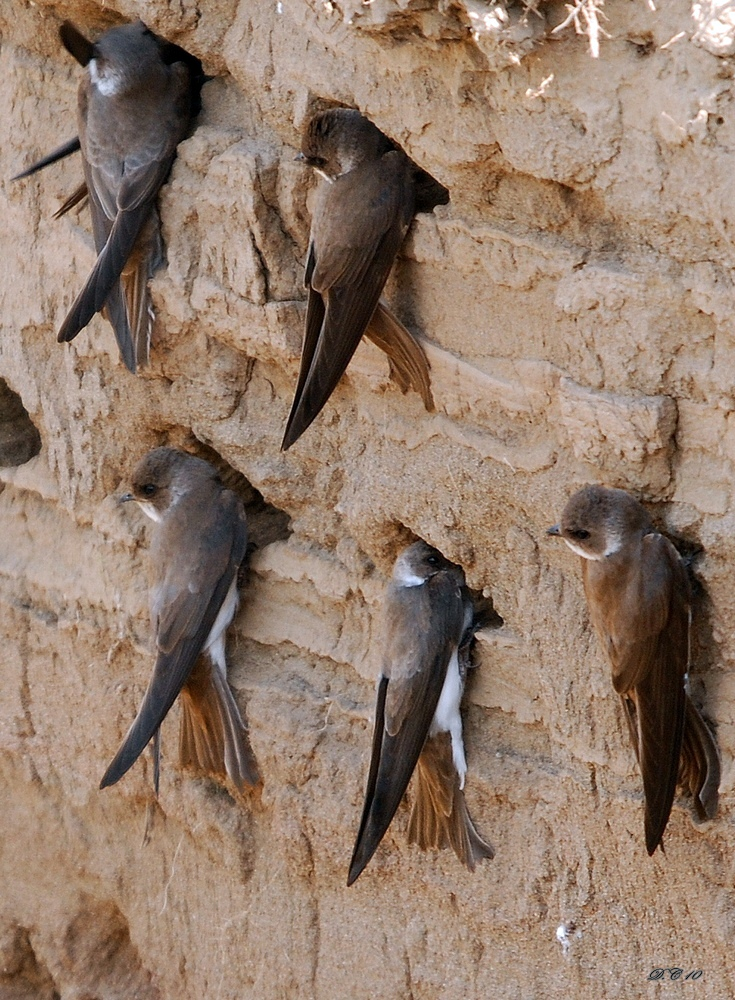
Fragment kolonii lęgowej brzegówek

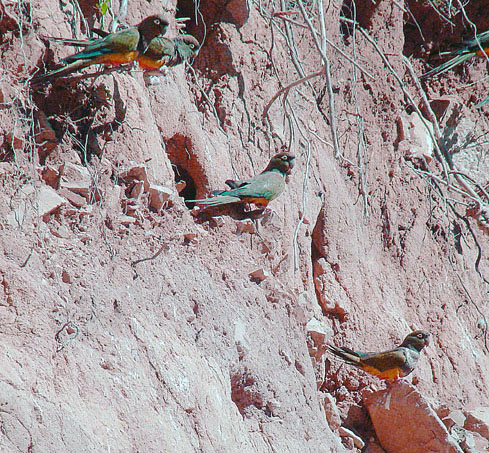
Patagonki przy norach

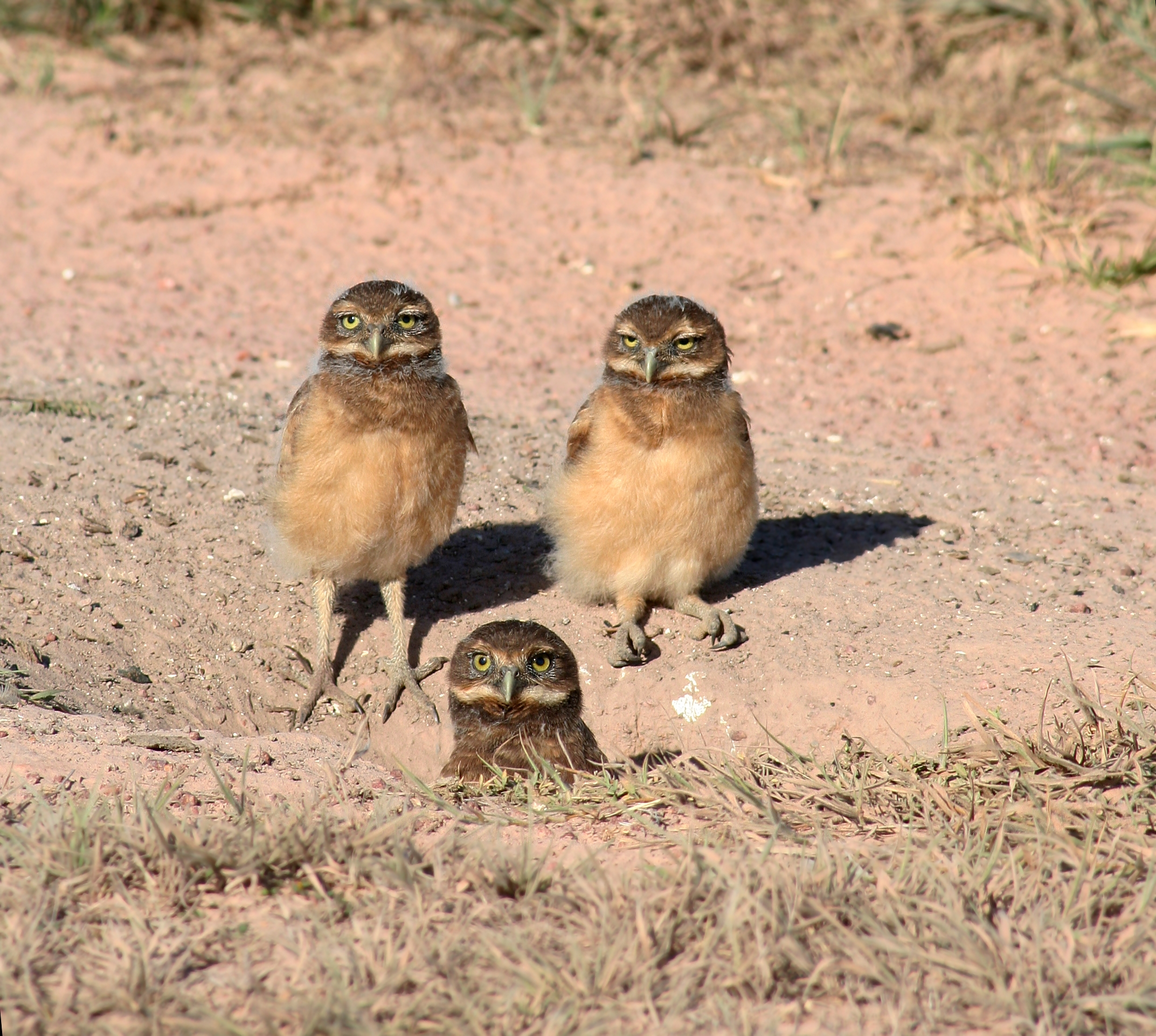
Młode pójdźki ziemne przed swoją norą

- Gatunki gnieżdżące się w wygrzebanych przez siebie norach:
  - krajowe
    - brzegówka[3]
    - zimorodek[3]
    - żołna[3]

  - inne - przykłady:
    - pingwin przylądkowy (Spheniscus demersus) - w guano[12]
    - alki z rzędu siewkowych - niektóre[1]. Nurek[6] do 8 m[2].
    - krabożer z rzędu siewkowych[6]
    - rurkonose - wiele[6]
    - patagonka z rzędu papugowych[13]
    - kraska – u nas dziuple istniejące, ale w innych częściach Europy może gnieździć się w norach w ścianach urwisk[1].
    - piłodzioby, również z rzędu kraskowych - do 12 m[1]
    - płaskodziobki z rzędu kraskowych[1]
    - złotopiórowce z rzędu dzięciołowych, czyli złotopióry Galbulidae i drzymy Bucconidae[1]
- Gatunki gnieżdżace się w istniejących norach, zwykle opuszczonych:
  - krajowe
    - ohar[3][2]
    - tracz nurogęś – w przypadku braku starych dziuplastych drzew[3]

  - inne - przykłady
    - burzyk żółtodzioby z rzędu rurkonosych[2][6]. Na wyspie Skokholm w Walii nawet w zajętych norach króliczych[2].
    - pójdźka ziemna z rzędu sów - w norach, m.in. piesków preriowych[2][11]

### Szczeliny skalne
Gatunki krajowe gnieżdżace się zwykle dość głęboko w szczelinach skalnych, pod kamieniami: 
- białorzytka[3]
- pomurnik – w szczelinach wysokich skał, zwykle głęboko[3]

### Budowle owadów społecznych

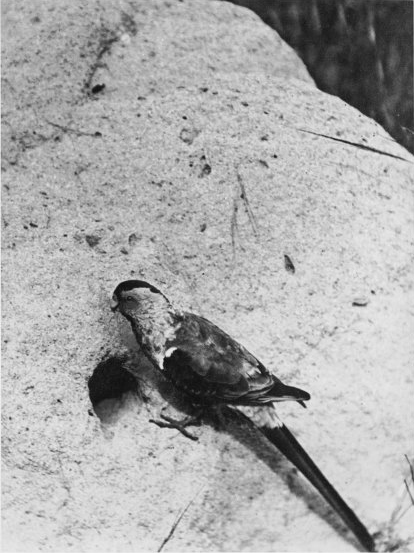
Wymarła świergotka rajska przy wejściu do gniazda w termitierze (1922 r.)

Gatunki krajowe nie gnieżdżą się w gniazdach owadów społecznych. Poniżej podane są przykłady ze świata z podziałem na miejsca gniazdowania:
- gniazda błonkskrzydłych:
  - rdzawodrwal (Micropternus brachyurus) z rzędu dzięciołowych – nadrzewne gniazda (mrowiska) mrówek z rodzaju Crematogaster i innych spokrewnionych z nimi rodzajów[2]. Dzięcioł ten również odżywia się mrówkami z kolonii, w której gniazduje[14].
  - trogon wyżynny (Trogon caligatus) z rzędu trogonów – gniazda os. Wcześniej wyjada wszystkie owady[14].
- termitiery
  - nadrzewne
    - niektóre zimorodki, zwłaszcza niektóre sterowniki[2] i łowce[2][15].
    - niektóre papugowe, na przykład konura brazylijska[2][16], pomarańczowoczelna (Eupsittula canicularis)[17], stadniczka spiżowa (Brotogeris tirica)[2][16], żółtoczelna (B. sanctithomae), niebieskosterna (B. cyanoptera)[18], rodzaj Micropsitta[2]
    - trogon czarnosterny (Trogon melanurus) z rzędu trogonów[18]
    - drzym białobrody (Notharchus pectoralis) z rzędu dzięciołowych[19]
    - bławatnik modry (Cotinga maculata) z rzędu wróblowych - gniazdo termitów nadrzewne[20], nieokreślne[16], w rozwidleniu gałęzi[20].

  - naziemne
    - niektóre papugowe, na przykład świergotka rajska[2]
    - piliki z rzędu trogonów - czasami[2]
    - żołna widłosterna (Merops hirundineus) – czasami w porzuconych kopcach[2]

  - nadrzewne i naziemne
    - złotopiór rudosterny (Galbula ruficauda) z rzędu dzięciołowych - nory w brzegach, dziuple[21] oraz gniazda termitów naziemne[16][21] i nadrzewne[22].

W gniazdach termitów gnieździ się co najmniej 49 gatunków ptaków, w tym 25% zimorodków. Wiele ptaków zwykle nie odżywia się owadami z termitiery, w której gniazdują.

## Dziuplaki i półdziuplaki
Półdziuplaki są to gatunki gnieżdżące się nie w dziupli zamkniętej ze wszystkich stron, z jednym wąskim otworem wejściowym, ale w różnego rodzaju szczelinach murów, próchniejących drzew, pod kamieniami. Spośród gatunków krajowych byłyby to na przykład pliszka siwa i górska, muchołówka szara i mała, często białorzytka.

## Kolor jaj

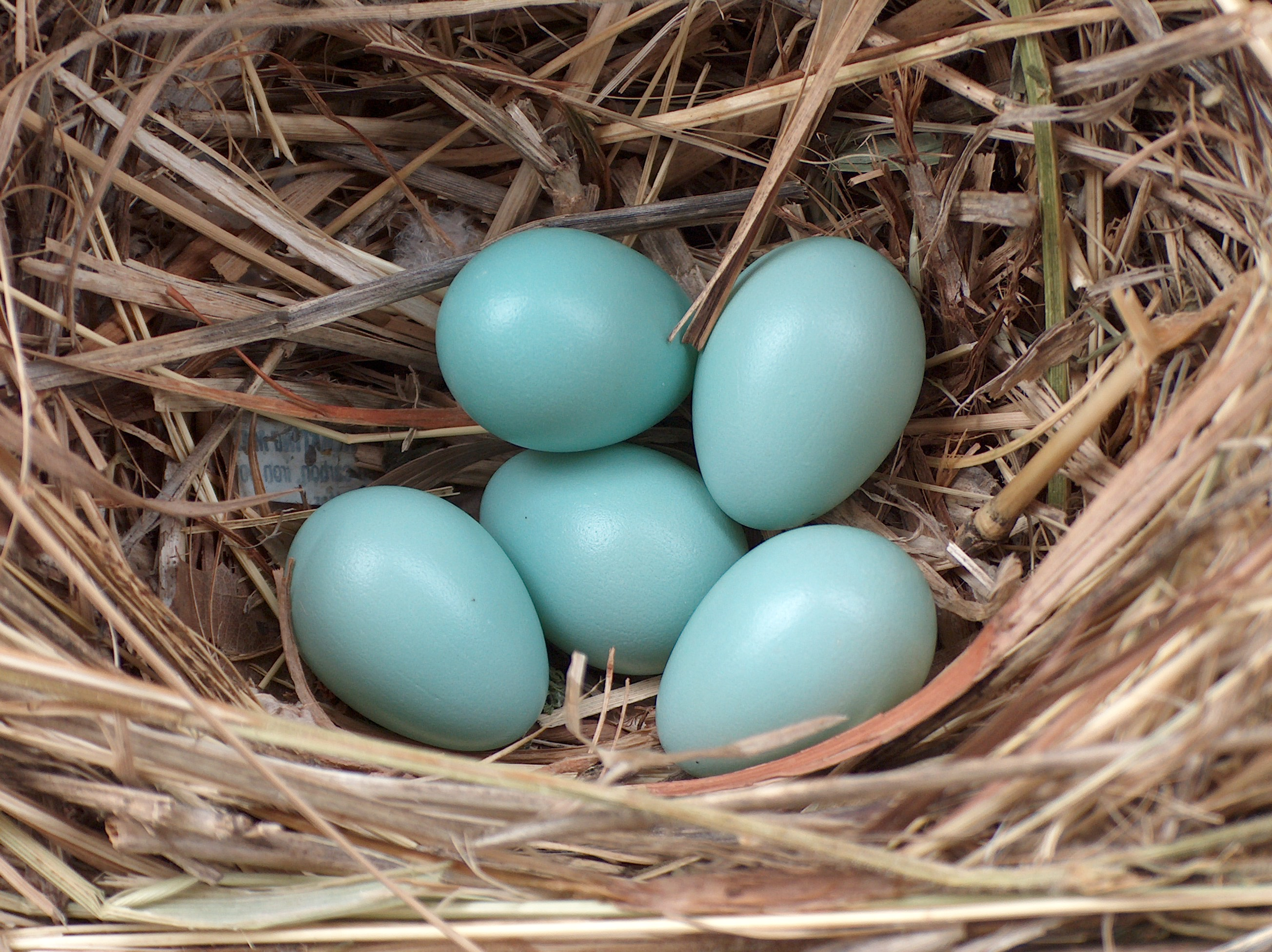
Jaja szpaka

Skorupki jaj gatunków ptaków gniazdujących w dziuplach, jamach i innych ciemnych ukryciach na ogól nie mają koloru kamuflującego, ale są jasnoniebieskie lub białe. Inaczej mówiąc gatunków budujących gniazda ukryte (czyli dziuplaków) lub odkryte zamknięte, w przeciwieństwie do budujących gniazda odkryte otwarte, zwłaszcza naziemne. Wynika to z braku selekcji w kierunku tworzenia jaj o maskujących deseniach. Prawdopodobnie też ułatwia ich znalezienie przy słabym oświetleniu. Jeżeli dany gatunek dziuplaka miał przodków gnieżdżących się w gniazdach otwartych, może zachowywać wciąż ślady deseniu na skorupce. Wśród dziuplaków są to na przykład nurek i maskonur, sikory. Z kolei biała lub kremowa barwa jaj gołębi może sugerować, że wszystkie gołębie były pierwotnie dziuplakiami.

## Zmniejszanie wylotu dziupli

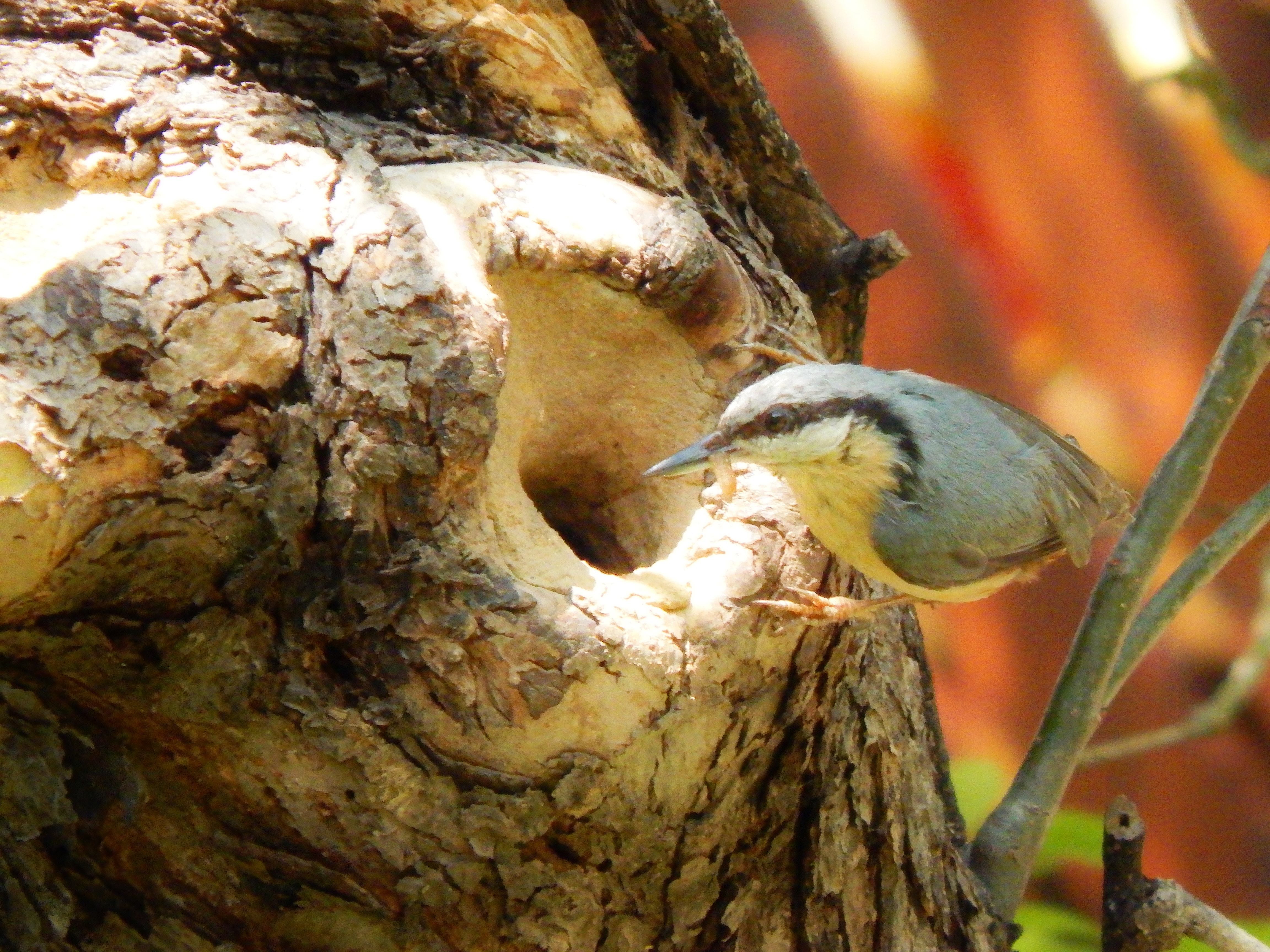
Kowalik przy dziupli ze zmniejszonym otworem

Niektóre gatunki dziuplaków zmniejszają otwór dziupli.
Spośród gatunków krajowych robi tak kowalik, zalepiając go gliną i iłem, czasem z dodatkiem nawozu krowiego. Jest to odzwierciedlone w niektórych jego nazwach ludowych - kowal zalepiacz, lepiarz, zalepiarz.
Z kolei samica subtropikalnych i tropikalnych dzioborożców zalepia się od wnętrza w dziupli gliną i kałem na czas wysiadywania jaj i początkowy okres rozwoju piskląt. Pomaga jej w tym samiec. 

## Wyściółka gniazd
Niektóre gatunki dziuplaków nie wyściełają dziupli. Jest to sytuacja wyjątkowa wśród gniazdowników. Spośród gatunków krajowych są to dzięcioły i sowy (zajmujące dziuple oraz część innych). Gniazda niewysłane mają również gnieżdżące się w norach żołna i zimorodek, ponieważ zawierają jedynie odpowiednio chitynowe szczątki owadów lub ości ryb i chitynowe resztki owadów.

## Znaczenie gniazdowania w dziuplach i jamach

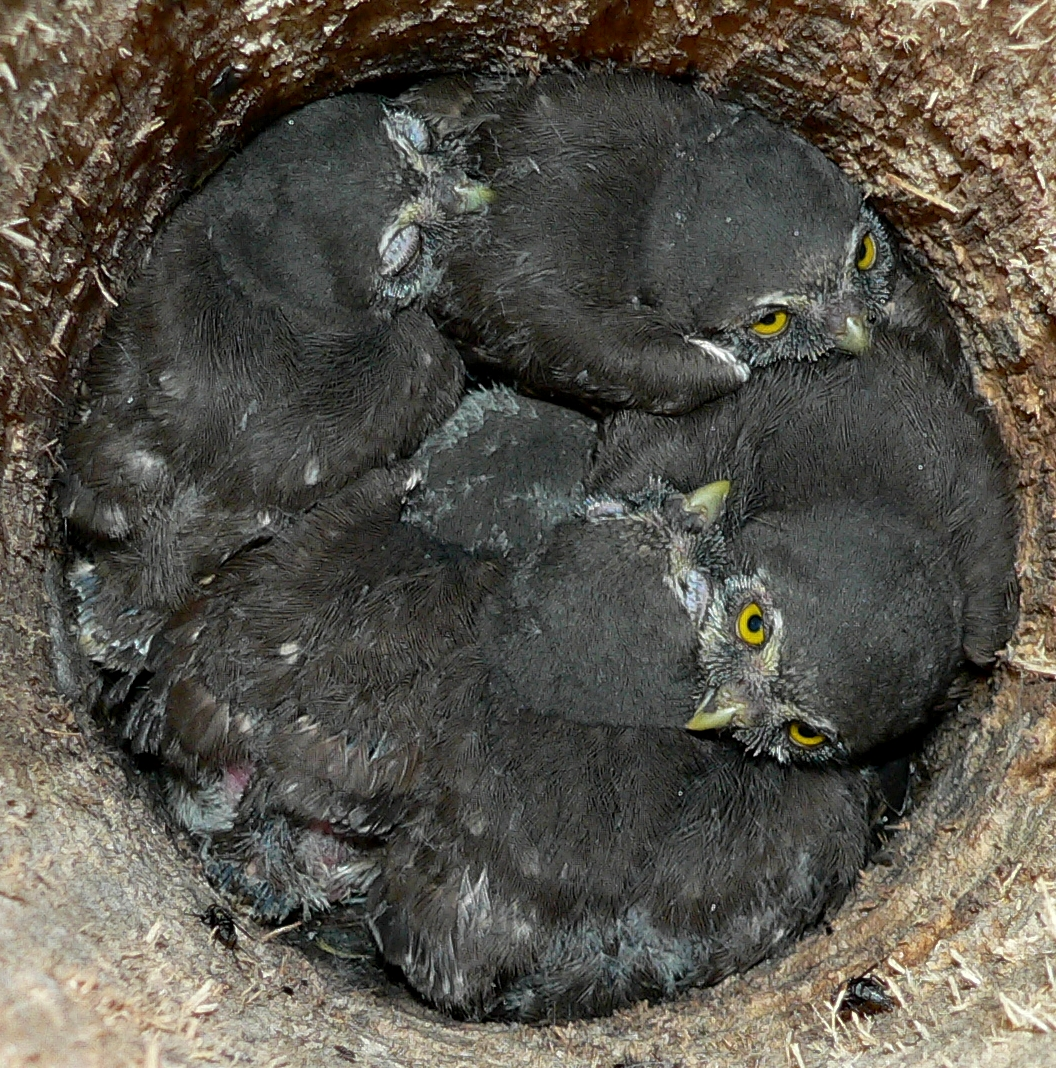
Pisklęta sóweczki w skrzynce lęgowej

Zalety:
- większe bezpieczestwo[14][23]
- oszczędność energii[14][23]. Temperatura wewnątrz nor waha się w mniejszym zakresie niż na zewnątrz[23].

Wady:
- słaba wentylacja utrudnia oddychanie w norach, zwłaszcza głębokich[23]

## Preferowane gatunki drzew
W Puszczy Białowieskiej najbardziej dziuplastymi i najchętniej wybieranymi przez dziuplaki drzewami są graby, głównie starsze, niestety wycinane w gospodarczych częściach puszczy na opał.

## Skrzynki lęgowe a dziuple naturalne

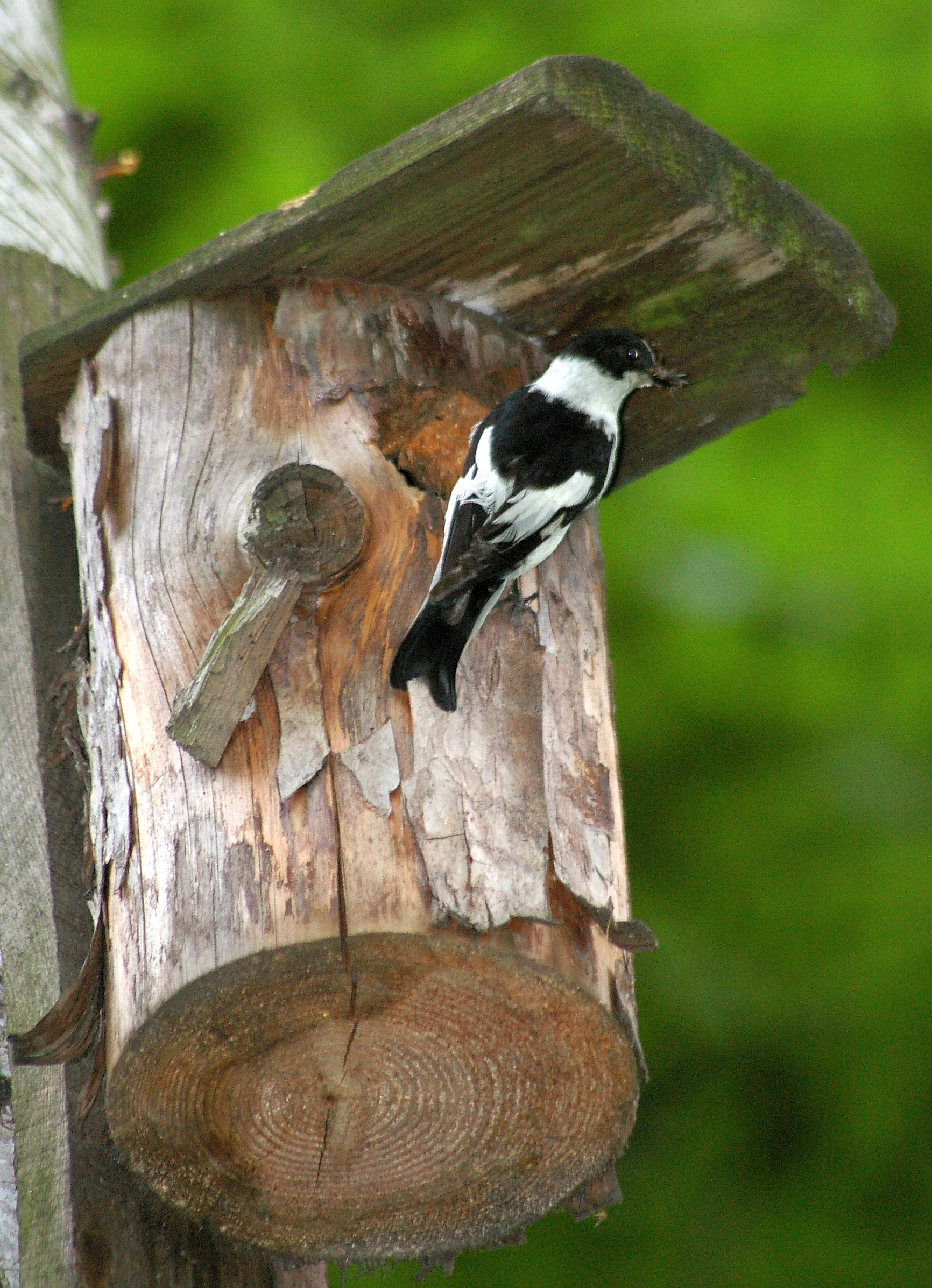
Muchołówka białoszyja przy skrzynce lęgowej

Skrzynki lęgowe odgrywają ważną rolę w lasach gospodarczych, ponieważ liczba dziupli jest tam niewystarczająca. Ponadto uważane są one za bezpieczniejsze od dziupli. W Puszczy Białowieskiej stwierdzono jednak, że jest w nich więcej pasożytów. Wynika to stąd, że w skrzynkach pozostałości gniazd gromadzą się z roku na rok w większym stopniu niż w dziuplach naturalnych. Ponadto okazało się, że działają one tam jak pułapki ekologiczne przyciągające drapieżniki.

## Dziuplaki a gospodarka leśna
Z badań prowadzonych chociażby w Puszczy Białowieskiej wynika, że gospodarka leśna stwarza różnorakie zagrożenia dla dziuplaków (i innych ptaków). Obniżanie wieku drzewostanów i usuwanie starych oraz martwych drzew, na przykład świerków z kornikiem, sadzenie monokultur, zmniejszenie udziału kluczowych gatunków drzew (grab, osika) prowadzi do powstawania niedoboru dziupli, zubożenia bazy pokarmowej.